# Гарабурда, Евгений Михайлович
Евгений Михайлович Гарабурда (1890 — 1971) — участник Белого движения на Юге России, полковник Генерального штаба.

## Биография
Окончил 2-й кадетский корпус (1907) и Михайловское артиллерийское училище (1910), откуда выпущен был подпоручиком в Туркестанскую конно-горную батарею. 14 ноября 1911 года переведен в Кавказский конно-горный артиллерийский дивизион. Произведен в поручики 31 августа 1913 года.
В Первую мировую войну вступил с Кавказским конно-горным артиллерийским дивизионом. За боевые отличия был награжден несколькими орденами. Произведен в штабс-капитаны 10 июня 1916 года, в капитаны — 4 марта 1917 года. В 1917 году успешно окончил 3-x месячные подготовительные курсы Николаевской военной академии. Причислен к Генеральному штабу приказом ГШ от 23 марта 1918 года, переведен в Генеральный штаб приказом Всероглавштаба от 27 июня того же года. Был назначен в распоряжение командующего Кавказским фронтом.
В Гражданскую войну участвовал в Белом движении в составе Добровольческой армии и Вооруженных сил Юга России. В сентябре 1918 года — в кубанских частях, капитан штаба 2-й Кубанской казачьей дивизии. С 28 апреля 1919 года состоял обер-офицером для поручений штаба 2-го Кубанского корпуса. В октябре 1919 года был произведен в подполковники с переименованием в полковники. В начале 1920 года эвакуировался из Новороссийска на остров Лемнос на судне «Владимир». В октябре 1920 года выехал в Русскую армию на транспорте «Херсон». Из Крыма эвакуировался на Лемнос, в 1921 году — начальник штаба 2-й Кубанской дивизии.
В эмиграции в Югославии. Состоял членом Общества офицеров Генерального штаба, был одним из руководителей Высших военно-научных курсов в Белграде. В годы Второй мировой войны служил в Русском корпусе: состоял офицером для поручений при штабе 2-го полка, в 1943 году — в чине обер-лейтенанта.
После войны жил в Австрии, был начальником 7-го отдела РОВС. Состоял представителем германского отдела Союза российских кадетских корпусов в Австрии и представителем Союза чинов Русского корпуса. Сотрудничал в журнале «Часовой». В последние годы жизни охранял русское кладбище в Лиенце. Скончался в 1971 году в Зальцбурге.

## Награды
- Орден Святой Анны 3-й ст. с мечами и бантом (ВП 16.03.1915)
- Орден Святого Станислава 3-й ст. с мечами и бантом (ВП 26.05.1915)
- Орден Святого Станислава 2-й ст. с мечами (ВП 10.06.1915)
- Орден Святой Анны 2-й ст. с мечами (ВП 18.12.1916)